# جوزيف مارتن
جوزيف مارتن (بالإنجليزية: Joseph Martin)‏ هو صحفي وسياسي بريطاني وكندي (وحمل سابقاً جنسية المملكة المتحدة لبريطانيا العظمى وأيرلندا)، ولد في 24 سبتمبر 1852 في ميلتون في كندا، وتوفي في 2 مارس 1923 في فانكوفر في كندا. حزبياً، نشط في الحزب الليبرالي الكندي والحزب الليبرالي.

## مناصب
- في الانتخابات العمومية البريطانية في يناير 1910 [الإنجليزية]‏، انتخب عضو برلمان المملكة المتحدة الـ29 عن دائرة St Pancras East (UK Parliament constituency) [الإنجليزية]‏ (15 يناير 1910 – 28 نوفمبر 1910).
- في الانتخابات العمومية البريطانية في ديسمبر 1910 [الإنجليزية]‏، انتخب عضو برلمان المملكة المتحدة الـ30 عن دائرة St Pancras East (UK Parliament constituency) [الإنجليزية]‏ (3 ديسمبر 1910 – 25 نوفمبر 1918).
- انتخب member of the Legislative Assembly of Manitoba ‏ (23 يناير 1883 – 23 يوليو 1892).
- انتخب عضو المجلس التنفيذي لمانيتوبا ‏.
- انتخب عضو مجلس العموم الكندي.
- انتخب Premier of British Columbia [الإنجليزية]‏.